# Eccellenza Veneto 2004-2005
Il campionato italiano di calcio di Eccellenza regionale 2004-2005 è stato il quattordicesimo organizzato in Italia. Rappresenta il sesto livello del calcio italiano.
Questi sono i gironi organizzati dal comitato regionale della regione Veneto.

## Girone A

### Squadre partecipanti
| Squadra                        | Città                               |
| ------------------------------ | ----------------------------------- |
| A.S. Arianese                  | Ariano nel Polesine (RO)            |
| A.C. Este                      | Este (PD)                           |
| U.S. Belfiorese                | Belfiore d'Adige (VR)               |
| A.C. Gan Villaverla            | Villaverla (VI)                     |
| U.S. Calcio D2 Tezze           | Tezze di Arzignano (VI)             |
| A.C. Lonigo                    | Lonigo (VI)                         |
| Calcio Schio 1905              | Schio (VI)                          |
| A.C. Lugagnano                 | Lugagnano di Sona (VR)              |
| U.S. Casaleone 1956            | Casaleone (VR)                      |
| A.C. Montebaldina              | Caprino Veronese(VR)                |
| U.S.D. Casalserugo             | Casalserugo (PD)                    |
| A.C. Nova Serenissima Bovolone | Bovolone (VR)                       |
| G.C. Castelnuovo               | Castelnuovo del Garda (VR)          |
| A.C. Unione Camisano Torri     | Camisano Vicentino (VI)             |
| U.S.D. Cavazzale               | Cavazzale di Monticello C.Otto (VI) |
| Virtus Vecomp Verona           | Verona (VR)                         |

### Classifica finale
|  | Pos. | Squadra                   | Pt | G  | V  | N  | P  | GF | GS | DR  |
|  | ---- | ------------------------- | -- | -- | -- | -- | -- | -- | -- | --- |
|  | 1.   | Este                      | 64 | 30 | 19 | 7  | 4  | 45 | 24 | +21 |
|  | 2.   | Casaleone 1956            | 60 | 30 | 18 | 6  | 6  | 49 | 27 | +22 |
|  | 3.   | Lugagnano                 | 58 | 30 | 17 | 7  | 6  | 41 | 24 | +17 |
|  | 4.   | Arianese                  | 57 | 30 | 17 | 6  | 7  | 53 | 26 | +27 |
|  | 5.   | Montebaldina              | 45 | 30 | 12 | 9  | 9  | 29 | 24 | +5  |
|  | 6.   | Virtus Vecomp Verona      | 42 | 30 | 11 | 9  | 10 | 31 | 26 | +5  |
|  | 7.   | Castelnuovo               | 40 | 30 | 10 | 10 | 10 | 25 | 36 | -11 |
|  | 8.   | Casalserugo               | 39 | 30 | 9  | 12 | 9  | 30 | 26 | +4  |
|  | 9.   | Cavazzale                 | 37 | 30 | 11 | 4  | 15 | 24 | 30 | -6  |
|  | 10.  | Belfiorese                | 36 | 30 | 10 | 6  | 14 | 31 | 38 | -7  |
|  | 11.  | Unione Camisano           | 34 | 30 | 9  | 7  | 14 | 23 | 31 | -8  |
|  | 12.  | Gan Villaverla            | 33 | 30 | 8  | 9  | 13 | 32 | 36 | -4  |
|  | 13.  | Schio 1905                | 33 | 30 | 9  | 6  | 15 | 21 | 29 | -8  |
|  | 14.  | Lonigo                    | 33 | 30 | 8  | 9  | 13 | 29 | 37 | -8  |
|  | 15.  | Nova Serenissima Bovolone | 27 | 30 | 6  | 9  | 15 | 24 | 45 | -21 |
|  | 16.  | D2 Tezze                  | 20 | 30 | 4  | 8  | 18 | 19 | 47 | -28 |

### Spareggi

#### Play-out
| Squadra 1            | Totale | Squadra 2      | Andata | Ritorno |
| -------------------- | ------ | -------------- | ------ | ------- |
| Serenissima Bovolone | 2 - 3  | Gan Villaverla | 1 - 1  | 1 - 2   |
| Lonigo               | 2 - 1  | Schio          | 1 - 1  | 1 - 0   |

andata
| ??? 2005 | Serenissima Bovolone | 1 – 1 | Gan Villaverla |  |

| ??? 2005 | Lonigo | 1 – 1 | Schio |  |

ritorno
| ??? 2005 | Gan Villaverla | 2 – 1 | Serenissima Bovolone |  |

| ??? 2005 | Schio | 0 – 1 | Lonigo |  |

## Girone B

### Squadre partecipanti
| Squadra                      | Città                     |
| ---------------------------- | ------------------------- |
| Asolo Fonte F.B.C. S.r.l.    | Asolo (TV)                |
| Pievigina Calcio S.r.l.      | Pieve di Soligo (TV)      |
| A.S. Autoplanet San Paolo    | Padova (PD)               |
| U.S. Ponzano Calcio          | Ponzano Veneto (TV)       |
| A.S.D. Cornuda Crocetta 1920 | Cornuda (TV)              |
| A.C. Romano d'Ezzelino       | Romano d'Ezzelino (VI)    |
| U.S.C. Eurocalcio            | Cassola (VI)              |
| U.S. Rossano 2004 A.S.D.     | Rossano Veneto (VI)       |
| U.S. Feltrese Prealpi        | Feltre (BL)               |
| A.C.D. Sagittaria Julia      | Concordia Sagittaria (VE) |
| La Nuova Piovese             | Piove di Sacco (PD)       |
| A.C. Sandonà 1922 S.r.l.     | San Donà di Piave (VE)    |
| A.C. Martellago              | Martellago (VE)           |
| A.S. Union Quinto            | Quinto di Treviso (TV)    |
| F.C. Edo Mestre              | Venezia-Mestre (VE)       |
| A.P. Valdosport              | Valdobbiadene (TV)        |

### Classifica finale
|  | Pos. | Squadra              | Pt | G  | V  | N  | P  | GF | GS | DR  |
|  | ---- | -------------------- | -- | -- | -- | -- | -- | -- | -- | --- |
|  | 1.   | Eurocalcio           | 61 | 30 | 16 | 13 | 1  | 54 | 25 | +29 |
|  | 2.   | Edo Mestre           | 58 | 30 | 17 | 7  | 6  | 58 | 37 | +21 |
|  | 3.   | Feltreseprealpi      | 53 | 30 | 13 | 14 | 3  | 35 | 19 | +16 |
|  | 4.   | Asolo Fonte          | 52 | 30 | 14 | 10 | 6  | 47 | 28 | +19 |
|  | 5.   | Pievigina            | 48 | 30 | 12 | 12 | 6  | 36 | 29 | +7  |
|  | 6.   | Sandonà              | 47 | 30 | 12 | 11 | 7  | 36 | 29 | +7  |
|  | 7.   | Sagittaria Julia     | 43 | 30 | 10 | 13 | 7  | 36 | 35 | +1  |
|  | 8.   | Cornuda Crocetta     | 42 | 30 | 11 | 9  | 10 | 38 | 31 | +7  |
|  | 9.   | Romano d'Ezzelino    | 41 | 30 | 8  | 17 | 5  | 34 | 24 | +10 |
|  | 10.  | La Nuova Piovese     | 40 | 30 | 9  | 13 | 8  | 31 | 25 | +6  |
|  | 11.  | Union Quinto         | 38 | 30 | 9  | 11 | 10 | 34 | 37 | -3  |
|  | 12.  | Autoplanet San Paolo | 35 | 30 | 9  | 8  | 13 | 44 | 57 | -13 |
|  | 13.  | Ponzano Calcio       | 31 | 30 | 8  | 7  | 15 | 34 | 37 | -3  |
|  | 14.  | Valdosport           | 23 | 30 | 4  | 11 | 15 | 25 | 49 | -24 |
|  | 15.  | Rossano 2004         | 10 | 30 | 1  | 7  | 22 | 17 | 54 | -37 |
|  | 16.  | Martellago (-10)     | 2  | 30 | 1  | 9  | 20 | 14 | 57 | -43 |

- Martellago 10 punti di penalizzazione.

### Spareggi

#### Play-out
| Squadra 1    | Totale | Squadra 2            | Andata | Ritorno |
| ------------ | ------ | -------------------- | ------ | ------- |
| Rossano 2004 | 3 - 5  | Autoplanet San Paolo | 3 - 3  | 0 - 2   |
| Valdosport   | 2 - 3  | Ponzano              | 1 - 1  | 1 - 2   |

andata
| ??? 2005 | Rossano 2004 | 3 – 3 | Autoplanet San Paolo |  |

| ??? 2005 | Valdosport | 1 – 1 | Ponzano |  |

ritorno
| ??? 2005 | Autoplanet San Paolo | 2 – 0 | Rossano 2004 |  |

| ??? 2005 | Ponzano | 2 – 1 | Valdosport |  |